# Вибач-прощавай
«Вибач-прощавай» (рос. «Прости-прощай») — радянський художній фільм 1979 року, знятий на Свердловській кіностудії.

## Сюжет
Село, в якому живуть дід Василь Петрович і його дружина Пелагея, потрапляє в зону затоплення споруджуваної ГЕС. Із села всіх виселяють, тільки не може з цим змиритися дід. У цих місцях він жив і партизанив. Тут посаджені чотири берізки — в пам'ять про чотири сина, які не повернулися з фронту. Бабуся Пелагея хворіє, потрапляє в лікарню. Дідусь разом із правнуком вантажать в машину свій нехитрий скарб і залишають будинок. Наостанок дід зупиняється біля цвинтаря — попрощатися з могилами рідних. Там він зустрічає ще одного старого відірваного від рідної землі (Леонід Оболенський). Вже у поїзда дідусь змінює рішення — він хоче залишатися на малій батьківщині до останніх хвилин…

## У ролях
- Михайло Кузнєцов — дід Василь Петрович
- Марія Пастухова — Пелагея
- Марія Скворцова — Варвара
- Іван Іванов — Мішаня
- Леонід Оболенський — старий
- Борис Заволокін — виконроб
- Сергій Сметанін — льотчик
- Володимир Мітюков — Льонька

## Знімальна група
- Режисер — Георгій Кузнецов
- Сценарист — Володимир Акімов
- Оператор — Анатолій Лєсніков
- Композитор — Володимир Лебедєв
- Художник — Юрій Істратов